# Старосинявська селищна рада
Старосиня́вська се́лищна ра́да — орган місцевого самоврядування Старосинявської селищної громади Хмельницького району Хмельницької області. Знаходиться у селищі міського типу Стара Синява.

## Населені пункти
Селищній раді підпорядковані населені пункти:
- смт Стара Синява
- с. Іванківці
- с. Йосипівка
- с. Теліжинці
- с. Уласово-Русанівка

## Склад ради
Рада складається з 32 депутатів та голови.
- Голова ради:
- Секретар ради: Яцишина Любов Степанівна

### Керівний склад попередніх скликань
| Прізвище, ім'я, по батькові    | Основні відомості                                                                                             | Дата обрання | Дата звільнення |
| ------------------------------ | --- | ------------ | --------------- |
| Мовчан Микола Миколайович      | Селищний голова, 1954 року народження, безпартійний                                                           | 26.03.2006   | 31.10.2010      |
| Романенко Олександр Трохимович | Селищний голова, 1960 року народження, освіта незакінчена вища, член Всеукраїнського об'єднання «Батьківщина» | 31.10.2010   | 29.09.2014      |

Примітка: таблиця складена за даними сайту Верховної Ради України

### Депутати
За результатами місцевих виборів 2010 року депутатами ради стали:

#### За суб'єктами висування
| Суб'єкт висування                                                                    | Кількість обраних депутатів | %    |
| ------------------------------------------------------------------------------------ | --------------------------- | ---- |
| Партія регіонів                                                                      | 15                          | 46,9 |
| Самовисування                                                                        | 7                           | 21,9 |
| Комуністична партія України                                                          | 3                           | 9,4  |
| Політична партія Всеукраїнське об'єднання «Свобода»                                  | 2                           | 6,3  |
| Єдиний Центр                                                                         | 1                           | 3,1  |
| Народна партія                                                                       | 1                           | 3,1  |
| Політична партія «Нова політика»                                                     | 1                           | 3,1  |
| Політична партія «Сильна Україна»                                                    | 1                           | 3,1  |
| Політична партія «УДАР (Український Демократичний Альянс за Реформи) Віталія Кличка» | 1                           | 3,1  |

#### За округами
| № округу                                                                             | Прізвище, ім'я, по батькові    | Дата визнання обраним | Освіта             | Партійна приналежність                                                                     | Відомості про обраного депутата                                            |
| ------------------------------------------------------------------------------------ | ------------------------------ | --------------------- | ------------------ | ------------------------------------------------------------------------------------------ | -------------------------------------------------------------------------- |
| Єдиний Центр                                                                         |                                |                       |                    |                                                                                            |                                                                            |
| 13                                                                                   | Козлик Раїса Петрівна          | 02.11.2010            | середня спеціальна | член Єдиного Центру                                                                        | Будинок творчості школярів, керівник гуртка                                |
| Комуністична партія України                                                          |                                |                       |                    |                                                                                            |                                                                            |
| 21                                                                                   | Маценко Надія Степанівна       | 02.11.2010            | вища               | позапартійна                                                                               | приватний підприємець                                                      |
| 22                                                                                   | Забурмиха Ігор Валерійович     | 02.11.2010            | вища               | позапартійний                                                                              | Національний університет «Поділля», студент                                |
| 23                                                                                   | Дрозд Валерій Васильович       | 02.11.2010            | вища               | позапартійний                                                                              | приватний підприємець                                                      |
| Народна Партія                                                                       |                                |                       |                    |                                                                                            |                                                                            |
| 2                                                                                    | Гринчук Наталія Семенівна      | 02.11.2010            | середня спеціальна | член Народної партії                                                                       | Станція інспекції захисту рослин, фітосанітарний інспектор                 |
| Партія регіонів                                                                      |                                |                       |                    |                                                                                            |                                                                            |
| 3                                                                                    | Гринчук Анатолій Володимирович | 02.11.2010            | середня            | член Партії регіонів                                                                       | Київська міська лікарня № 2, механік -дизеліст                             |
| 5                                                                                    | Черниш Віктор Йосипович        | 02.11.2010            | вища               | позапартійний                                                                              | Район електромереж, начальник                                              |
| 9                                                                                    | Куцоконь Віталій Миколайович   | 15.11.2010            | вища               | член Партії регіонів                                                                       | ДВС в Старосинявському районі, заступник начальника                        |
| 11                                                                                   | Скригунець Петро Михайлович    | 02.11.2010            | вища               | член Партії регіонів                                                                       | Старосинявська районна державна адміністрація, головний спеціаліст відділу |
| 12                                                                                   | Матіяш Наталія Вікторівна      | 02.11.2010            | вища               | позапартійна                                                                               | Старосинявська ЦРЛ, лікар — кардіолог                                      |
| 16                                                                                   | Жук Ліна Феліксівна            | 02.11.2010            | вища               | член Партії регіонів                                                                       | Управління праці та соціального захисту населення, начальник відділу       |
| 17                                                                                   | Шуляк Олександр Сергійович     | 02.11.2010            | вища               | позапартійний                                                                              | Район електромереж, майстер                                                |
| 20                                                                                   | Полюляк Тетяна Василівна       | 02.11.2010            | вища               | член Партії регіонів                                                                       | Старосинявська районна державна адміністрація, завідувач сектору опіки     |
| 25                                                                                   | Яцишина Любов Степанівна       | 02.11.2010            | вища               | член Партії регіонів                                                                       | Управління праці та соціального захисту населення, головний спеціаліст     |
| 26                                                                                   | Михайлюк Наталія Леонідівна    | 02.11.2010            | середня спеціальна | член Партії регіонів                                                                       | тимчасово не працює                                                        |
| 27                                                                                   | Люшненко Тетяна Віталіївна     | 02.11.2010            | середня спеціальна | член Партії регіонів                                                                       | тимчасово не працює                                                        |
| 29                                                                                   | Янчишина Любов Аркадіївна      | 02.11.2010            | середня            | позапартійна                                                                               | ПСП «Обрій», робітник                                                      |
| 30                                                                                   | Лисюк Василь Станіславович     | 02.11.2010            | середня спеціальна | член Партії регіонів                                                                       | тимчасово не працює                                                        |
| 31                                                                                   | Штунь Світлана Сергіївна       | 02.11.2010            | вища               | член Партії регіонів                                                                       | Управління праці та соціального захисту населення, головний спеціаліст     |
| 32                                                                                   | Штунь Марина Станіславівна     | 02.11.2010            | середня спеціальна | член Партії регіонів                                                                       | фельдшерсько-акушерський пункт, фельдшер                                   |
| Політична партія Всеукраїнське об'єднання «Свобода»                                  |                                |                       |                    |                                                                                            |                                                                            |
| 6                                                                                    | Стаднік Єва Володимирівна      | 02.11.2010            | вища               | член Всеукраїнського об'єднання «Свобода»                                                  | Старосинявська ЦРЛ, заступник головного лікаря                             |
| 7                                                                                    | Гурин Іван Михайлович          | 02.11.2010            | середня            | член Всеукраїнського об'єднання «Свобода»                                                  | ПАТ «Хмельницькгаз», водій                                                 |
| Політична партія «Нова політика»                                                     |                                |                       |                    |                                                                                            |                                                                            |
| 10                                                                                   | Скрипник Лілія Андріївна       | 02.11.2010            | вища               | член Політичної партії «Нова політика»                                                     | Будинок творчості школярів, методист                                       |
| Політична партія «Сильна Україна»                                                    |                                |                       |                    |                                                                                            |                                                                            |
| 14                                                                                   | Процишина Світлана Михайлівна  | 02.11.2010            | вища               | позапартійна                                                                               | Пенсійний фонд України, спеціаліст                                         |
| Політична партія «УДАР (Український Демократичний Альянс за Реформи) Віталія Кличка» |                                |                       |                    |                                                                                            |                                                                            |
| 4                                                                                    | Кузьмич Олег Степанович        | 02.11.2010            | середня            | член Політичної партії «УДАР (Український Демократичний Альянс за Реформи) Віталія Кличка» | приватний підприємець                                                      |
| Самовисування                                                                        |                                |                       |                    |                                                                                            |                                                                            |
| 1                                                                                    | Гноянко Алла Леонідівна        | 02.11.2010            | вища               | член Всеукраїнського об'єднання «Батьківщина»                                              | Старосинявська ЦРЛ, завідувачка клінічної лабораторії                      |
| 8                                                                                    | Демчишина Світлана Василівна   | 02.11.2010            | вища               | позапартійна                                                                               | приватний підприємець                                                      |
| 15                                                                                   | Жук Валентина Яківна           | 02.11.2010            | середня спеціальна | член Всеукраїнського об'єднання «Батьківщина»                                              | Старосинявська ЦРЛ, медсестра                                              |
| 18                                                                                   | Бабенко Ніла Віталіївна        | 02.11.2010            | вища               | член Всеукраїнського об'єднання «Батьківщина»                                              | Територіальний центр обслуговування інвалідів, соціальний працівник        |
| 19                                                                                   | Бабенко Олександр Антонович    | 02.11.2010            | середня            | член Політичної партії «Наша Україна»                                                      | ПАТ «Хмельницькгаз», електрозварювальник                                   |
| 24                                                                                   | Мамчур Сергій Степанович       | 02.11.2010            | середня            | член Всеукраїнського об'єднання «Батьківщина»                                              | ВАТ «Ощадбанк», охоронник                                                  |
| 28                                                                                   | Мартинюк Антоніна Йосипівна    | 02.11.2010            | середня            | член Всеукраїнського об'єднання «Батьківщина»                                              | Вузол поштового зв'язку, листоноша                                         |